# Wapenhandelsverdrag
Het Wapenhandelsverdrag of Verdrag inzake de Wapenhandel (Engels: Arms Trade Treaty) is een verdrag van de Verenigde Naties omtrent wapenhandel dat op 2 april 2013 door de Algemene Vergadering van de Verenigde Naties werd aangenomen en van kracht is sinds december 2014
De Verenigde Naties organiseerden een Conferentie over het beperken van de internationale wapenhandel in een poging om gewapende conflicten, terrorisme en misdaden tegen de menselijkheid tegen te gaan. In de zomer van 2012 lukte het niet de conferentie met een verdragstekst af te sluiten, waarna een verlenging volgde. Eind maart 2013 werd overeenstemming bereikt, waarna echter Iran, Syrië en Noord-Korea tegenstemden. Het onderhandelingsresultaat werd vervolgens doorgestuurd naar de Algemene Vergadering, die met dezelfde tegenstemmers en 23 stemonthoudingen het verdrag aanvaardde.
Het verdrag trad in werking op 24 december 2014 nadat 50 staten het verdrag hadden geratificeerd. 111 Staten zijn inmiddels partij bij het verdrag, waaronder België en Nederland. 
In het verdrag worden de productie en handel in bepaalde wapens, zoals landmijnen en clustermunitie aan banden gelegd. Verder beoogt het de handel in andere wapens te reguleren met als doel de transparantie van de internationale wapenhandel te vergroten volgens internationaal recht, de illegale export van wapens naar conflictgebieden te voorkomen en de  nationale en regionale regelingen te harmoniseren. 